# Pterorthochaetes hirtus
Pterorthochaetes hirtus är en skalbaggsart som beskrevs av Raffaello Gestro 1899. Pterorthochaetes hirtus ingår i släktet Pterorthochaetes och familjen Hybosoridae. Inga underarter finns listade i Catalogue of Life.